# Ximena Esquivel
Ximena Lizbeth Esquivel Guzmán (* 22. August 1997) ist eine mexikanische Hochspringerin.

## Sportliche Laufbahn
Erste internationale Erfahrungen sammelte Ximena Esquivel bei den Jugendweltmeisterschaften 2013 in Donezk, bei denen sie im Finale mit 1,70 m den zwölften Platz belegte. 2014 nahm sie an den zweiten Olympischen Jugendspielen in Nanjing teil und wurde dort Elfte. 2015 gewann sie bei den Panamerikanischenjuniorenmeisterschaften in Edmonton die Silbermedaille hinter der US-Amerikanerin Vashti Cunningham. Wenig später belegte sie bei den Panamerikanischen Spielen in Toronto mit 1,80 m den achten Platz im Finale. 2016 folgte der Gewinn der Silbermedaille bei den U20-Weltmeisterschaften im polnischen Bydgoszcz hinter der Tschechin Michaela Hrubá. 2017 belegte sie Studentin der Universidad Anáhuac Querétaro den vierten Platz bei der Sommer-Universiade in Taipeh.
2016 und 2017 wurde sie nationale Meisterin im Hochsprung.